# Río Grande de Lípez
Der Río Grande de Lípez ist ein endorheischer Fluss im Departamento Potosí im Anden-Hochgebirge des südlichen Bolivien.
Der Fluss hat eine Gesamtlänge von 153 Kilometern und hat seinen Ursprung am Zusammenfluss der beiden Flüsse Río Salado und Río Guadalupe im Kanton San Antonio de Lípez im Landkreis (bolivianisch: Municipio) San Pablo de Lípez in der Provinz Sur Lípez. Die Quellregion des Flusses liegt in einer Höhe von 3.900 m in der Gebirgsregion der Cordillera de Lípez.
Der Río Grande de Lípez fließt von Süden nach Norden durch das Municipio Colcha „K“ in der Provinz Nor Lípez vorbei an den Ortschaften San Cristóbal und Río Grande, ansonsten jedoch durch weitgehend unbesiedeltes Gebiet. Nach 153 Kilometern mündet er in einem bis zu zwanzig Kilometer breiten Trichter in den Salar de Uyuni (auch Salar de Tunupa), mit mehr als 10.000 km² die größte Salzpfanne der Erde.
Die Region leidet über weite Teile des Jahres unter großer Trockenheit, der Jahresniederschlag ist mit 150 mm sehr niedrig (siehe Klimadiagramm San Antonio de Lípez): er weist von April bis Oktober weniger als 5 mm Monatsdurchschnitt auf, nur in den Südsommermonaten November bis März fallen nennenswerte Niederschläge, so dass der Río Grande de Lípez und seine Zuflüsse nur periodisch Wasser führen. Trotz einer niedrigen Jahresdurchschnittstemperatur nur knapp über dem Gefrierpunkt findet sich aufgrund der Nähe zum Äquator tagsüber eine hohe Sonneneinstrahlung, so dass die mittlere Tageshöchsttemperatur im Jahresverlauf zwischen 6 und 11 °C liegt; daraus entsteht in den Mittagsstunden eine überdurchschnittlich hohe Verdunstung und der Anteil der im Wasser gelösten mineralischen Salze steigt an, woraus sich zum Beispiel der Name des Quellflusses Río Salado (dt. Salzfluss) erklärt.
Darüber hinaus zeigen wissenschaftliche Studien der letzten Jahrzehnte, dass ein erheblicher Teil des Oberflächenwassers nicht aus den spärlichen Niederschlägen der Region stammt, sondern Tiefenwasser aus wasserführenden Gesteinsschichten ist, das sich dort im Verlauf der letzten Jahrzehntausende angesammelt hat. So geht eine Studie von Isabelle Chaffaut davon aus, dass mehr als 90 Prozent des Oberflächenwassers aus diesen Tiefenwasser-Reservoirs stammt und durch den oberflächlichen Abfluss unwiederbringlich verloren geht.